# East Northamptonshire
L'East Northamptonshire è un distretto del Northamptonshire, Inghilterra, Regno Unito, con sede a Thrapston.
Il distretto fu creato con il Local Government Act 1972, il 1º aprile 1974 dalla fusione del municipal borough di Higham Ferrers con i distretti urbani di Irthlingborough, Oundle, Raunds e Rushden, con il distretto rurale di Brackley, il distretto rurale di Oundle and Thrapston e parte del distretto rurale di Wellingborough.

## Località e parrocchie
Le località del distretto includono:
- Achurch
- Aldwincle
- Apethorpe
- Ashton
- Barnwell
- Benefield
- Blatherwycke
- Brigstock
- Bulwick
- Chelveston cum Caldecott
- Clopton
- Collyweston
- Cotterstock
- Deene
- Deenethorpe
- Denford
- Duddington-with-Fineshade
- Easton-on-the-Hill
- Fotheringhay
- Glapthorn
- Great Addington
- Hargrave
- Harringworth
- Hemington
- Higham Ferrers
- Irthlingborough
- Islip
- King's Cliffe
- Laxton
- Lilford-cum-Wigsthorpe
- Little Addington
- Lowick
- Luddington
- Lutton
- Nassington
- Newton Bromswold
- Oundle
- Pilton
- , Polebrook
- Raunds
- Ringstead
- Rushden
- Southwick
- Stanwick
- Stoke Doyle
- Sudborough
- Tansor
- Thrapston
- Thurning
- Thorpe Waterville
- Titchmarsh
- Twywell
- Wadenhoe
- Wakerley
- Warmington
- Woodford
- Woodnewton
- Yarwell

Le parrocchie del distretto sono:
- Aldwincle
- Apethorpe
- Ashton
- Barnwell
- Benefield
- Blatherwycke
- Brigstock
- Bulwick
- Chelveston cum Caldecott
- Clopton
- Collyweston
- Cotterstock
- Deene and Deenethorpe
- Denford
- Duddington-with-Fineshade
- Easton on the Hill
- Fotheringhay
- Glapthorn
- Great Addington
- Hargrave
- Harringworth
- Hemington, Luddington and Thurning
- Higham Ferrers ‘'(città)'’
- Irthlingborough ‘'(città)'’
- Islip
- King's Cliffe
- Laxton
- Lilford-cum-Wigsthorpe and Thorpe Achurch
- Little Addington
- Lowick and Slipton
- Lutton
- Nassington
- Newton Bromswold
- Oundle ‘'(città)'’
- Pilton, Stoke Doyle and Wadenhoe
- Polebrook
- Raunds ‘'(città)'’
- Ringstead
- Rushden ‘'(città)'’
- Southwick
- Stanwick
- Sudborough
- Tansor
- Thrapston (città)
- Titchmarsh
- Twywell
- Wakerley
- Warmington
- Woodford
- Woodnewton
- Yarwell